# KV35
Situé dans la vallée des Rois, dans la nécropole thébaine sur la rive ouest du Nil face à Louxor en Égypte, KV 35 est le tombeau original d'Amenhotep II. Il fut utilisé sous la XXIe dynastie comme cache de momies royales.
Lors de sa découverte en 1898 on y a retrouvé les momies de :
- Amenhotep II,
- Thoutmôsis IV,
- Amenhotep III (son identité réelle est sujette à caution),
- Mérenptah,
- Séthi II (son identité réelle est sujette à caution),
- Siptah,
- Ramsès IV,
- Ramsès V,
- Ramsès VI,
- Une femme inconnue (peut-être la reine Taousert).

Dans une seconde chambre se trouvent :
- Une femme âgée, identifiée à la reine Tiyi par les récentes analyses ADN sur la lignée de Toutânkhamon[1].
- Un prince inconnu (peut-être Ouebensenou un fils d'Amenhotep II),
- Une jeune fille, la Younger Lady. Grâce à des tests d'ADN, cette momie a été identifiée comme étant la mère du pharaon Toutânkhamon et une fille du pharaon Amenhotep III et de la reine Tiyi.

D'autres restes ont aussi été trouvés dans la tombe, une momie mâle, deux squelettes et un bras momifié, ainsi que des vestiges de viatiques funéraires dont les principaux éléments appartiennent au mobilier funéraire d'Amenhotep II.
On peut citer notamment outre le sarcophage encore en place :
- Le coffre à vases canopes en albâtre qui contenait encore deux bouchons au portrait du roi coiffé du némès ainsi que les restes de ses organes momifiés ;
- Une statue grandeur nature du roi bitumée, le représentant debout dans l'attitude de la marche, coiffé du némès et s'appuyant sur un bâton-sceptre. Dans son ensemble cette statue funéraire rappelle les exemplaires intacts découverts dans le tombeau de Toutânkhamon ainsi que plusieurs statuettes représentant Amenhotep II dans diverses attitudes et portant différentes coiffes royales ;
- Un ensemble de statues et statuettes de divinités protectrices dont certaines sont également bitumées ;
- Des statues ou des parties d'animaux symbolisant certains dieux dont une tête de vache qui pourrait être Hathor et un vautour Nekhbet ;
- Une collection d'ouchebti de différentes factures, tailles et formes ;
- Des amulettes prophylactiques ;
- Des restes de vases et récipients portant la titulature du roi ;
- Trois grands modèles de barques royales au décor peint ;
- Des rames qui probablement avaient été déposées autour du sarcophage royal afin d'aider le roi dans ses futurs déplacements célestes ;
- Un exemplaire complet du livre des cavernes copié sur un papyrus trouvé dans une cavité aménagée dans une statuette funéraire du roi ;
- Ainsi qu'un grand nombre de vestiges des offrandes alimentaires qui avaient été déposées dans le tombeau pour accompagner le roi dans sa vie éternelle.

De fait, bien qu'il ait été dépouillé de tous les matériaux précieux qui le recouvraient, l'ensemble du mobilier trouvé dans la tombe d'Amenhotep II est le plus complet après celui de Toutânkhamon.
Enfin, la momie du roi a été laissée dans son sarcophage à l'instar de celle du jeune pharaon découvert par Howard Carter. Ce sont là les deux seuls pharaons du Nouvel Empire à avoir été retrouvés dans leur sarcophage dans leur propre tombe et dont l'identité est de ce fait incontestable.